# Aconitum angusticassidatum
Aconitum angusticassidatum Steinb.  är en ranunkelväxt som beskrevs av Elisabeth Ivanovna Steinberg.  Aconitum angusticassidatum ingår i släktet stormhattar, och familjen ranunkelväxter. Inga underarter finns listade i Catalogue of Life.